# Jaz sem Frenk
Jaz sem Frenk je slovenski dramski film iz leta 2019. Njegov režiser in soscenarist je Metod Pevec.

### Zgodba
Frenk, ki se je vrnil iz tujine, zamudi na pogreb očeta osamosvojitelja, vendar mu ni mar, saj je njega in brata Braneta že zgodaj zapustil. Brata se spreta za njegovo milijonsko dediščino, ki je nastala z nečednimi posli. Denar leži na švicarskem bančnem računu. Očetova tovarna čevljev je v stečaju. Podjetni Brane si pomaga z odvetniki in očetovimi prijatelji. Njegova zasvojena in psihično zlomljena žena Ines je še zmeraj zaljubljena v Frenka, ki raziskuje izvor denarja.

### Financiranje in produkcija
Delovna naslova sta bila Greva v partizane in Vse je drugače. Projekt je ocenjen na 1.280.000,00 evrov. Podprli so ga Slovenski filmski center (570.000 evrov), RTV Slovenija (91.500 evrov), Hrvaški avdiovizualni center (750.000 kn oz. pribl. 100.637 evrov), Srbski filmski center (5.000.000 dinarjev oz. pribl. 40.568 evrov), Severno Makedonska filmska agencija (4.500.000 mkd oz. pribl. 73.125 evrov) in Eurimages (200.000 evrov). Tehnične usluge je nudil FS Viba film (220.000 evrov).
Film je bil posnet v Tržiču. Porabili so 33 snemalnih dni, zaključili pa so 30. decembra 2017.

## Odziv kritikov in gledalcev

### Kritiki
Peter Žargi je napisal, da je film poenostavljena verzija Pevčevega dokumentarca Dom, da ne izvemo podrobnosti očetovih sumljivih poslov, da je resnost situacije prikazana zgolj z Radkom Poličem v vlogi strica iz ozadja, da je Pevec pri pripovedi neodločen in površen, da sta Brane in Ines preveč enodimenzionalna, da ni poetičnosti in spodbude k razmisleku ter da je zadnja tretjina tako brezclijna, kot sam junak, ki zna le zavračati in ki ničesar ne postavi na kocko. Zdelo se mu je, da je bilo ustvarjalcem pomembno samo porabiti prejeti denar.
Vid Šteh je napisal, da film ni tako dolgočasen, kot ostali Pevčevi izdelki, vendar je daleč od presežka. Prepričala ga je le Škofova igra. Zmotili so ga slabo izdelani liki, delitev na dobre in slabe, številni klišeji, negledljiva zadnja tretjina filma ter razvlečen in slabo razvit epilog (ocena: 5 od 10).
Pia Nikolič je za Radio Študent napisala, da je scenarij luknjičav.

### Obisk v kinu
Film je videlo 3385 gledalcev.

## Zasedba
| - Janez Škof: Frenk Mavrič, starejši brat - Valter Dragan: Brane Mavrič, mlajši brat - Katarina Čas: Ines, Branetova žena - Mojca Partljič: Milka - Mojca Ribič: Mati - Silva Čušin: Marjuta - Anja Novak: Sabina | - Radko Polič: očetov prijatelj - Uroš Smolej: Branetov odvetnik - Primož Pirnat: izvršitelj - Davor Janjić: Hasib - Maja Sever: sodnica - Nina Valič: Boža - Maruša Majer: policistka |

## Ekipa
- fotografija: Marko Brdar
- glasba: Mate Matišić
- montaža: Jelena Maksimović
- zvok: Atanas Georgiev, Julij Zornik in Branko Đorđević
- scenografija: Marco Juratovec
- kostumografija: Katja Hrobat
- maska: Mojca Gorogranc Petrushevska

## Nagrade
- iris za fotografijo (podeljuje Združenje filmskih snemalcev Slovenije)
- 9. bienale Brumen: nagrada Brumen za filmski plakat (Matija Medved, Ansambel). Obrazložitev: »Dobrodošel odklon od prevladujočega pristopa k oblikovanju filmskih plakatov. Z uporabo odlične ilustracije ter ročnega črkorisa plakat izredno učinkovito sporoča čustveni naboj filma.«[13]

## Izdaje na nosilcih
- Jaz sem Frenk. video DVD. Logatec : Go Partner, 2020